# فارمنغتون (مقاطعة لا كروس)
فارمنغتون، مقاطعة لا كروس (بالإنجليزية: Farmington, La Crosse County, Wisconsin)‏ هي بلدة تقع بولاية ويسكونسن في الولايات المتحدة. تبلغ مساحتها 195.8 (كم²)، وترتفع عن سطح البحر 240 م، بلغ عدد سكانها 2197 نسمة في عام 2012 حسب إحصاء مكتب تعداد الولايات المتحدة .

## وصلات خارجية
- The US50 - Cities and Towns in Wisconsin State
- Wisconsin Cities and Towns, Facts, Map, Flag, Colleges, Government, and More